# Prangi
Prangi is een bestuurslaag in het regentschap Bojonegoro van de provincie Oost-Java, Indonesië. Prangi telt 1230 inwoners (volkstelling 2010).